# Tobias Przytarski

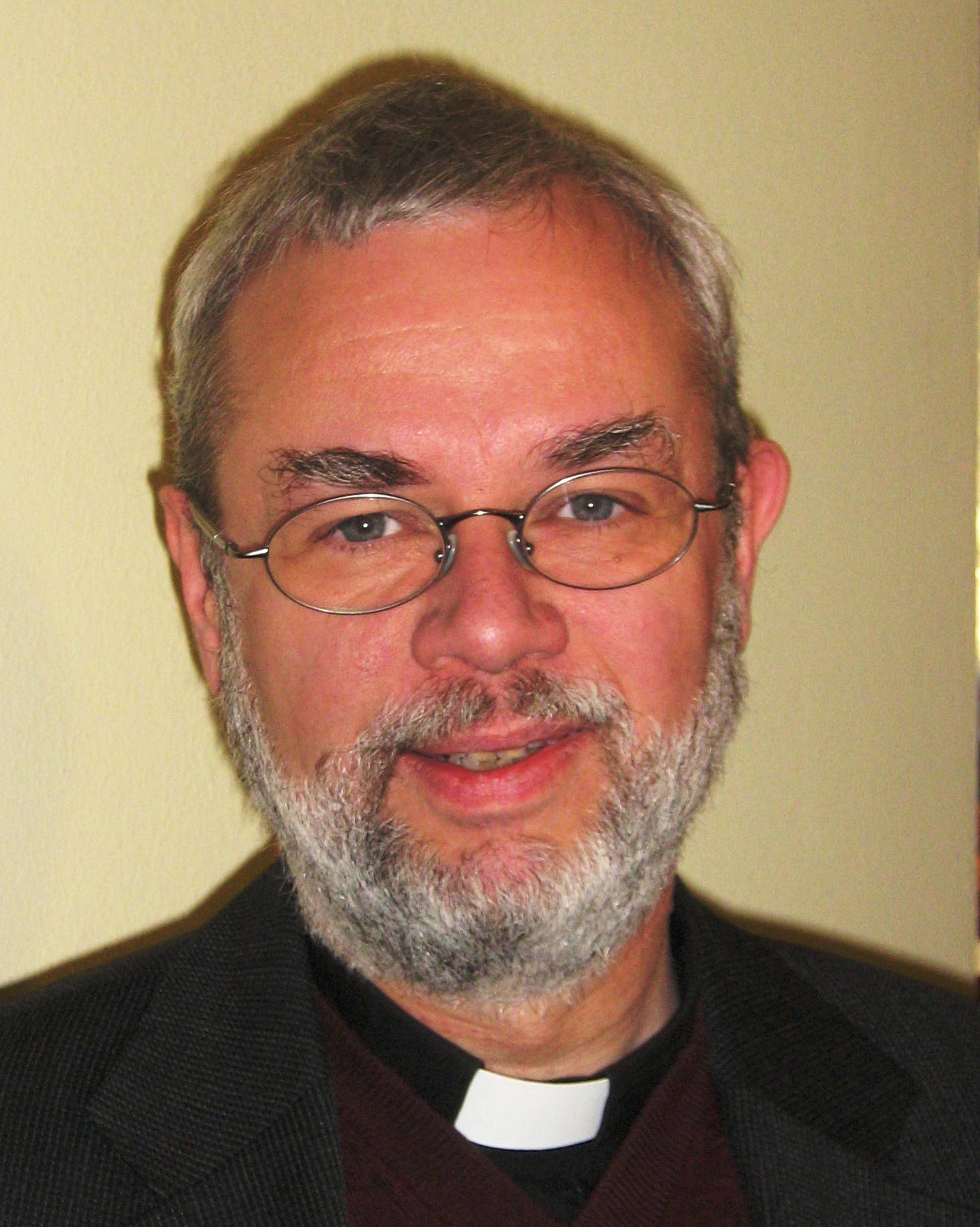
Msgr. Tobias Przytarski (2012)

Tobias Przytarski (* 29. Oktober 1959 in Berlin) ist römisch-katholischer Priester und seit dem 17. Januar 2017 Dompropst bei St. Hedwig, Berlin.

## Leben
Przytarski studierte Philosophie und Theologie in Paderborn und Kirchenrecht in Rom. Nach seiner Priesterweihe 1984 in Rom war er zunächst Kaplan in verschiedenen Berliner Pfarrgemeinden, von 1991 bis 1997 Pfarrer der St.-Annen-Pfarrgemeinde Berlin-Lichterfelde  und von 1997 bis 2001 Pfarrer von St. Hildegard in Berlin-Frohnau. Daneben war er von 1989 bis 2001 als Diözesandirektor für Geistliche Berufe und von 1993 bis 1997 als Krankenhausseelsorger am Klinikum Steglitz tätig.
Von 2001 bis 2012 war Tobias Przytarski Offizial des Erzbistums Berlin, nachdem er bereits seit 1997 als Richter am kirchlichen Gericht des Erzbistums fungierte. Von 2005 bis 2012 leitete Przytarski zusätzlich das Katholische Büro im Kommissariat der katholischen Bischöfe im Land Berlin und im Land Brandenburg, das für die Beziehungen zwischen Kirche und Politik in Berlin und Brandenburg zuständig ist. Er wurde 2006 von Papst Benedikt XVI. zum Monsignore ernannt und von Erzbischof Georg Kardinal Sterzinsky ins Berliner Domkapitel berufen.
Am 4. Januar 2012 gab Erzbischof Rainer Maria Kardinal Woelki die Ernennung Msgr. Przytarskis zum Generalvikar des Erzbistums ab dem 1. März 2012 bekannt und führte ihn am 1. März in sein Amt ein. Am 22. Juni 2012 ernannte der Heilige Stuhl Msgr. Przytarski zum Prälaten. 2013 erfolgte die Ernennung durch Kardinal Woelki zum Vorsitzenden des Caritasverbandes für das Erzbistum Berlin und Nachfolger von Stefan Dybowski.
Am 11. Juli 2014 bestimmte ihn Kardinal Woelki zum stellvertretenden Diözesanadministrator für das Erzbistum Berlin. Nach Vakantwerden des Erzbischöflichen Stuhls am 20. September 2014 wählte ihn das Metropolitankapitel bei St. Hedwig am 22. September zum Diözesanadministrator. Sein Stellvertreter wurde Domkapitular Stefan Dybowski. Sie übten die Ämter bis zur Amtseinführung von Erzbischof Heiner Koch am 19. September 2015 aus. Erzbischof Heiner Koch ernannte Tobias Przytarski am 19. September zu seinem Generalvikar.
Am 1. November 2016 ernannte ihn Erzbischof Heiner Koch zum neuen Dompropst des Erzbistums. Die Amtseinführung war am 17. Januar 2017. Zum 1. Februar 2017 wurde er als Generalvikar durch Manfred Kollig SSCC abgelöst.